# Валентіна Сассі
Валентіна Сассі (італ. Valentina Sassi; нар. 12 липня 1980) — колишня італійська тенісистка.
Найвищу одиночну позицію світового рейтингу — 144 місце досягла 8 квітня 2002, парну — 153 місце — 11 вересня 2006 року.
Здобула 6 одиночних та 7 парних титулів.

## Фінали ITF
| турніри $50,000 |
| турніри $25,000 |
| турніри $10,000 |

### Одиночний розряд: 10 (6–4)
| Результат | Ранг | Дата              | Турнір                     | Покриття | Суперниця                | Рахунок          |
| --------- | ---- | ----------------- | -------------------------- | -------- | ------------------------ | ---------------- |
| Перемога  | 1.   | 29 листопада 1998 | Ріо-де-Жанейро, Бразилія   | Тверде   | Жоана Кортез             | 7–6, 3–6, 6–3    |
| Перемога  | 2.   | 8 листопада 1999  | Гавр, Франція              | Ґрунт    | Віржіні Раззано          | 6–1, 2–6, 7–5    |
| Поразка   | 1.   | 1 травня 2000     | Барі, Італія               | Ґрунт    | Наталія Гуссоні          | 6–0, 4–6, 2–6    |
| Перемога  | 3.   | 11 червня 2001    | Градо, Італія              | Ґрунт    | Антонелла Серра-Дзанетті | 6–3, 7–5         |
| Поразка   | 2.   | 31 травня 2004    | Галатіна, Італія           | Ґрунт    | Паула Гарсія             | 1–6, 6–3, 2–6    |
| Поразка   | 3.   | 17 січня 2006     | Форт-Волтон-Біч, США       | Тверде   | Грета Арн                | 5–7, 2–6         |
| Перемога  | 4.   | 14 липня 2007     | Імола, Італія              | Тверде   | Джулія Гатто-Монтіконе   | 7–6(1), 6–2      |
| Перемога  | 5.   | 12 вересня 2007   | Казале-Монферрато, Італія  | Ґрунт    | Орелі Веді               | 3–6, 7–6(7), 6–2 |
| Перемога  | 6.   | 29 вересня 2007   | Чіампіно, Італія           | Ґрунт    | Вердіана Верарді         | 6–1, 1–6, 6–3    |
| Поразка   | 4.   | 19 жовтня 2007    | Сеттімо-Сан-П'єтро, Італія | Ґрунт    | Анна Флоріс              | 6–7(2), 3–6      |

### Парний розряд: 17 (7–10)
| Результат | Ранг | Дата              | Турнір                     | Покриття | Партнерка           | Суперниці                              | Рахунок                 |
| --------- | ---- | ----------------- | -------------------------- | -------- | ------------------- | -------------------------------------- | ----------------------- |
| Поразка   | 1.   | 22 серпня 1999    | Альгеро, Італія            | Килим    | Сабіна Да Понте     | Роберта Вінчі Флавія Пеннетта          | 2–6, 1–6                |
| Перемога  | 1.   | 7 листопада 1999  | Сен-Рафаель (Вар), Франція | Тверде   | Мая Матевжич        | Вікторія Курм-Бенедетті Летісія Санчес | 6–3, 6–1                |
| Поразка   | 2.   | 6 серпня 2000     | Альгеро, Італія            | Ґрунт    | Аліче Канепа        | Такасе Аямі Тонґ Ка-по                 | 6–3, 3–6, 1–6           |
| Поразка   | 3.   | 19 листопада 2000 | Нейплс, США                | Ґрунт    | Марет Ані           | Нана Міяґі Олена Татаркова             | 3–5, 4–2, 4–2, 3–5, 1–4 |
| Поразка   | 4.   | 2 лютого 2003     | Рокфорд (Іллінойс), США    | Тверде   | Міхаела Паштікова   | Деббі Гак Седа Норландер               | 5–7, 4–6                |
| Поразка   | 5.   | 11 жовтня 2005    | Сьюдад-Вікторія, Мексика   | Тверде   | Соледад Есперон     | Марія Хосе Архері Летісія Собрал       | 3–6, 4–6                |
| Поразка   | 6.   | 13 листопада 2005 | Мехіко, Мексика            | Ґрунт    | Франческа Любіані   | Женіфер Віджажа Карла Тіене            | 6–7(5), 3–6             |
| Перемога  | 2.   | 22 листопада 2005 | Сан-Луїс-Потосі, Мексика   | Тверде   | Франческа Любіані   | Женіфер Віджажа Ольга Брозда           | 6–3, 4–6, 7–5           |
| Поразка   | 7.   | 18 грудня 2005    | Бергамо, Італія            | Килим    | Франческа Любіані   | Марина Шамайко Катерина Бичкова        | 1–6, 3–6                |
| Перемога  | 3.   | 1 травня 2006     | Катанія, Італія            | Ґрунт    | Франческа Любіані   | Діана Брунель Віржині Піше             | w/o                     |
| Поразка   | 8.   | 30 травня 2006    | Галатіна, Італія           | Ґрунт    | Кіра Надь           | Даниця Крстаїч Рената Ворачова         | 4–6, 0–6                |
| Перемога  | 4.   | 29 липня 2006     | Монтероні-д'Арбія, Італія  | Ґрунт    | Орелі Веді          | Матея Межак Ніка Ожегович              | 5–7, 6–4, 6–0           |
| Перемога  | 5.   | 28 липня 2007     | Монтероні-д'Арбія, Італія  | Ґрунт    | Аліса Клейбанова    | Елена Пйоппо Вердіана Верарді          | 7–5, 6–2                |
| Перемога  | 6.   | 25 серпня 2007    | Трекастаньї, Італія        | Тверде   | Валентіна Сульпіціо | Ліза Сабіно Ніколе Клеріко             | 4–6, 6–4, 7–5           |
| Поразка   | 9.   | 17 вересня 2007   | Лечче, Італія              | Ґрунт    | Кіра Надь           | Клер Де Ґюбернаті Татьяна Пряхін       | 3–6, 2–6                |
| Поразка   | 10.  | 19 жовтня 2007    | Сеттімо-Сан-П'єтро, Італія | Ґрунт    | Стефанія К'єппа     | Анна Флоріс Валентіна Сульпіціо        | 1–6, 4–6                |
| Перемога  | 7.   | 5 травня 2008     | Флоренція, Італія          | Ґрунт    | Кіра Надь           | Ксенія Палкіна Мартіна Качіотті        | 6–2, 6–3                |